# Craibella phuyensis
Craibella es un género monotípico de plantas fanerógamas, perteneciente a la familia de las anonáceas. Su única especie: Craibella phuyensis R.M.K.Saunders, Y.C.F.Su & Chalermglin, es  nativa de Tailandia.

## Descripción
Craibella es un género de árboles pequeños con flores colgantes, unisexuales; con los pétalos están en dos verticilos. Se sugiere que el género es el más estrechamente relacionado con Pseuduvaria y Orophea, pero se distingue  por la combinación de las inflorescencias de hojas opuestas, las flores estaminadas en cono alargado. Otras diferencias incluyen flores unisexuales, distinguiendo a Craibella de Orophea y granos de polen solitarios (mónadas), distinguiéndola de Pseuduvaria.

## Taxonomía
Craibella phuyensis fue descrita por R.M.K.Saunders, Y.C.F.Su & Chalermglin y publicado en Systematic Botany 29: 42, en el año 2004.